# Межонка (Червенський район)
Межонка (біл. вёска Межонка) — село в складі Червенського району Мінської області, Білорусь. Село підпорядковане Колодезькій сільській раді, розташоване в центральній частині області.